# Generali Open 2017 - Qualificazioni singolare
Le qualificazioni del singolare del Generali Open 2017 sono state un torneo di tennis preliminare per accedere alla fase finale della manifestazione. I vincitori dell'ultimo turno sono entrati di diritto nel tabellone principale. In caso di ritiro di uno o più giocatori aventi diritto a questi sono subentrati i lucky loser, ossia i giocatori che hanno perso nell'ultimo turno ma che avevano una classifica più alta rispetto agli altri partecipanti che avevano comunque perso nel turno finale.

## Teste di serie
1. Alessandro Giannessi (primo turno)
2. Santiago Giraldo (qualificato)
3. Jerzy Janowicz (primo turno)
4. Facundo Bagnis (qualificato)

1. Thiago Monteiro (ultimo turno, Lucky loser)
2. Maximilian Marterer (qualificato)
3. Jozef Kovalík (ultimo turno)
4. Stefanos Tsitsipas (ultimo turno)

## Qualificati
1. Miljan Zekić
2. Santiago Giraldo

1. Maximilian Marterer
2. Facundo Bagnis

### Lucky loser
1. Thiago Monteiro

## Tabellone

### Legenda
| - Q = Qualificato - WC = Wild card - LL = Lucky loser | - ALT = Alternate - SE = Special Exempt - PR = Protected Ranking | - w/o = Walkover - r = Ritirato - d = Squalificato |

### Sezione 1
|  | Primo turno | Primo turno          | Primo turno        | Primo turno | Primo turno |  |  | Ultimo turno | Ultimo turno       | Ultimo turno       | Ultimo turno | Ultimo turno |  |
|  |             |                      |                    |             |             |  |  |              |                    |                    |              |              |  |
|  | 1           | Alessandro Giannessi | 6                  | 5           | 4           |  |  |              |                    |                    |              |              |  |
|  |             | Miljan Zekić         | 3                  | 7           | 6           |  |  |              | Miljan Zekić       | Miljan Zekić       | 7            | 7            |  |
|  |             | Mohamed Safwat       | Mohamed Safwat     | 3           | 64          |  |  | 8            | Stefanos Tsitsipas | Stefanos Tsitsipas | 64           | 63           |  |
|  | 8           | Stefanos Tsitsipas   | Stefanos Tsitsipas | 6           | 7           |  |  |              |                    |                    |              |              |  |

### Sezione 2
|  | Primo turno | Primo turno      | Primo turno      | Primo turno | Primo turno |  |  | Ultimo turno | Ultimo turno     | Ultimo turno     | Ultimo turno | Ultimo turno |  |
|  |             |                  |                  |             |             |  |  |              |                  |                  |              |              |  |
|  | 2           | Santiago Giraldo | Santiago Giraldo | 6           | 6           |  |  |              |                  |                  |              |              |  |
|  | WC          | Lenny Hampel     | Lenny Hampel     | 1           | 2           |  |  | 2            | Santiago Giraldo | Santiago Giraldo | 7            | 6            |  |
|  |             | Gastão Elias     | 1                | 7           | 4           |  |  | 7            | Jozef Kovalík    | Jozef Kovalík    | 5            | 4            |  |
|  | 7           | Jozef Kovalík    | 6                | 5           | 6           |  |  |              |                  |                  |              |              |  |

### Sezione 3
|  | Primo turno | Primo turno         | Primo turno         | Primo turno | Primo turno |  |  | Ultimo turno | Ultimo turno        | Ultimo turno        | Ultimo turno | Ultimo turno |  |
|  |             |                     |                     |             |             |  |  |              |                     |                     |              |              |  |
|  | 3           | Jerzy Janowicz      | Jerzy Janowicz      | 1           | 4           |  |  |              |                     |                     |              |              |  |
|  |             | Michael Linzer      | Michael Linzer      | 6           | 6           |  |  |              | Michael Linzer      | Michael Linzer      | 2            | 4            |  |
|  | WC          | Jurij Rodionov      | Jurij Rodionov      | 65          | 1           |  |  | 6            | Maximilian Marterer | Maximilian Marterer | 6            | 6            |  |
|  | 6           | Maximilian Marterer | Maximilian Marterer | 7           | 6           |  |  |              |                     |                     |              |              |  |

### Sezione 4
|  | Primo turno | Primo turno        | Primo turno        | Primo turno | Primo turno |  |  | Ultimo turno | Ultimo turno    | Ultimo turno | Ultimo turno | Ultimo turno |  |
|  |             |                    |                    |             |             |  |  |              |                 |              |              |              |  |
|  | 4           | Facundo Bagnis     | 6                  | 2           | 6           |  |  |              |                 |              |              |              |  |
|  |             | Hubert Hurkacz     | 3                  | 6           | 1           |  |  | 4            | Facundo Bagnis  | 3            | 6            | 6            |  |
|  |             | Paul-Henri Mathieu | Paul-Henri Mathieu | 2           | 1           |  |  | 5            | Thiago Monteiro | 6            | 4            | 3            |  |
|  | 5           | Thiago Monteiro    | Thiago Monteiro    | 6           | 6           |  |  |              |                 |              |              |              |  |